# Hölgykő vára
Hölgykő vára vagy „Herend vára” a mai Csehbánya és Városlőd között található, a Csigahegynek (más néven Schlossberg) nevezett, észak-déli irányú hegyvonulat északi meredek nyúlványán, a Torna-patak keleti ága által északról fél körívben közrefogva.

## Fekvése és állapota
Magának a várnak a romjai egy 30 m × 30 m-es alapterületű dombtetőn foglalnak helyet, melyet egykoron a hegygerinc felől lehetett megközelíteni. Egykori bejárata még kivehető, ám néhány fal- és sáncmaradványon és az 5 m mély ciszternán kívül szinte semmi sem maradt.

## Név eredete
Hölgykő neve a magyar „hölgy” (jelentése hermelin) és a hegyi váraknál szokásos kő szó összetételéből származik.

## Története
Maga a település első említése 1240-ben történik villa Luedl alakban írva, amikor is Erzsébet királyné kötelezi a községet a veszprémi Szent Katalin apácakolostor fenntartásához hozzájárulni évi 400 kévényi gabonával. Következő említése 1270-ből való, melyből tudjuk, hogy V. István király Luka fia I. Demeter fiának, I. Csák bánnak (Csák Péter bán) adományozta a birtokot. Az erősség építtetője valószínűsíthetően Csák Péter bán vagy annak unokaöccse Ugod fia II. Demeter bán lehetett a 13. század második felében. 1310-ben szerepel oklevélben maga a vár először, amikor is várnagya Laki János fia, Hektor. 1321-ben szintén említésre kerül, várnagya Zuszkur mester révén (ekkor „Heugku” néven szerepel már a vár), aki mint királyi megbízott a várat és uradalmát beiktatja a veszprémi káptalan tulajdonába. 1325-ben  László mestert mint hölgykői és cseszneki várnagyot nevezik meg, aki e tisztséget még 1332-ben is betölti. 1325 és 1337 között Miklós fia Fónyi Balázs egyszerre viselte a cseszneki és hölgykői várnagyi, valamint győri és bakonyi ispáni címet. Az erősség ekkor lett az erdőispánsági rendszer székhelye Csesznekkel együtt. I. Lajos király idején (ekkor már Leweld falu írásmóddal említve) a település és környéke ismét királyi tulajdonban van. 1357-ben még említik várnagyát. 1364-ben Nagy Lajos király Szent Mihály arkangyal tiszteletére kolostort alapított a Torna-patak völgyében (Szent Mihály-völgy). Ekkor a települést és a hozzátartozó birtokokat a várral együtt a karthauzi szerzeteseknek adományozta. Ekkor a várat leromboltatta, hogy annak kőanyagából épülhessen fel a kolostor.

## Hölgykő vára légi felvétel galéria

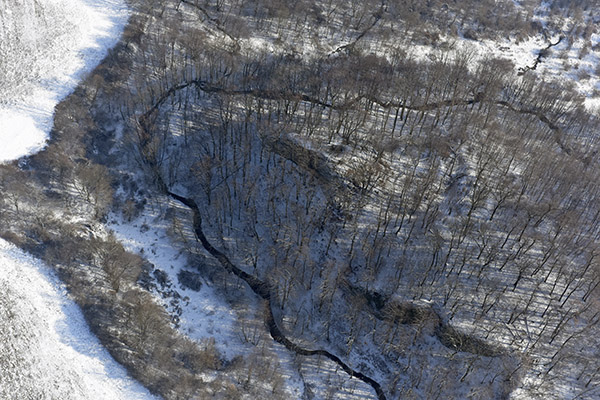
Hölgykő vára légi felvételen
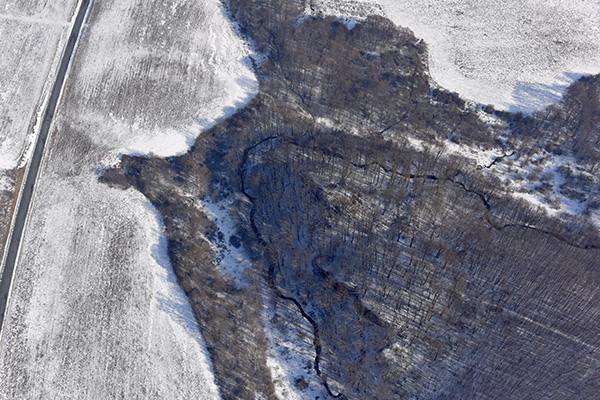
Hölgykő vára a levegőből
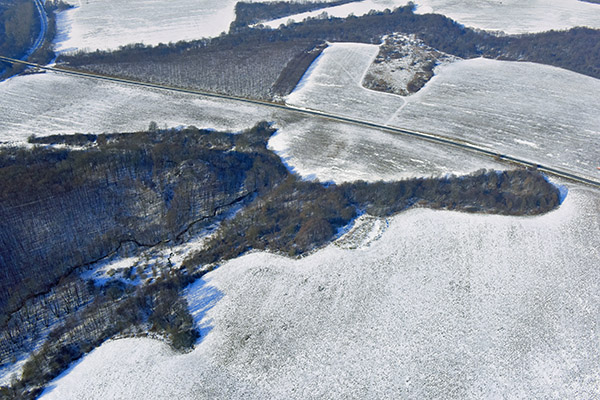
Hölgykő vára, légi fotó
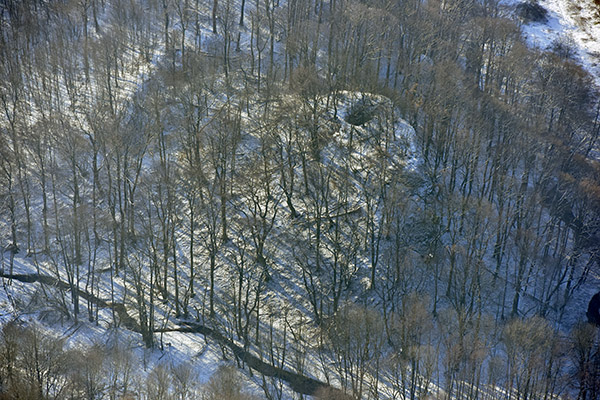
Hölgykő vára és környéke madártávlatból